# The Apprentice: Příběh Trumpa
The Apprentice: Příběh Trumpa (v anglickém originále The Apprentice) je koprodukční životopisný dramatický film z roku 2024, který režíroval Ali Abbasi a scénář k němu napsal Gabriel Sherman. Hlavní roli podnikatele Donalda Trumpa ztvárnil Sebastian Stan. Film sleduje Trumpovu kariéru realitního obchodníka v New Yorku v 70. a 80. letech 20. století, včetně jeho vztahu s advokátem Royem Cohnem. Ve filmu dále účinkují Jeremy Strong, Maria Bakalovová a Martin Donovan.
Film vznikl v mezinárodní koprodukci mezi Kanadou, Dánskem, Irskem a Spojenými státy. Jeho vznik byl ohlášen v květnu 2018, ale produkce začala až poté, co se v roce 2023 připojili Abbasi, Stan a Strong. Film měl premiéru na 77. ročníku filmového festivalu v Cannes dne 20. května 2024 se filmu, kde si vysloužil osmiminutové ovace ve stoje. Kvůli svému tématu a pokusu Trumpova právního týmu zablokovat jeho uvedení se filmu nedařilo najít amerického distributora. Práva nakonec zakoupila společnost Briarcliff Entertainment a dne 11. října 2024 jej uvedla do kin. Film získal obecně pozitivní recenze od kritiků, kteří vyzdvihovali zejména herecké výkony, režii a střih; Trump film mezitím popsal jako „hanobící, politicky nechutný útok“, který má poškodit jeho prezidentskou kampaň v roce 2024.
Sebastian Stan a Jeremy Strong za své výkony obdrželi nominace na Oscara, Zlatý glóbus a cenu BAFTA. Tržby filmu činily 17 milionů dolarů.

## Děj
Film sleduje první léta Trumpovy obchodní kariéry a údajně se zaměřuje především na vztah Donalda Trumpa s Royem Cohnem, newyorským prokurátorem, který je známý díky spolupráci se senátorem Josephem McCarthym během mccarthismu. Je popisován jako „příběh mentora a chráněnce, který dokumentuje začátek americké dynastie a zabývá se tématy moci, korupce a podvodu“.

## Obsazení
- Sebastian Stan jako Donald Trump
- Maria Bakalovová jako Ivana Trumpová
- Jeremy Strong jako Roy Cohn
- Martin Donovan jako Fred Trump
- Ben Sullivan jako Russell Eldridge
- Charlie Carrick jako Fred Trump Jr.
- Mark Rendall jako Daniel Sullivan
- Joe Pingue jako Anthony Salerno

## Produkce
Vznik filmu byl poprvé oznámen v květnu 2018, přičemž scénář měl napsat právě Gabriel Sherman. V říjnu 2023 bylo potvrzeno, že Ali Abbasi se připojí k filmu jako režisér a spoluscenárista, jak bylo původně hlášeno. Později však bylo potvrzeno, že Gabriel Sherman bude jediným scenáristou filmu.
Natáčení filmu započalo v listopadu 2023, kdy bylo oznámeno, že se v hlavních rolích objeví Sebastian Stan, Maria Bakalovová a Jeremy Strong. Natáčení bylo ukončeno dne 28. ledna 2024. V únoru 2024 se k obsazení připojil Martin Donovan do role Freda Trumpa.

## Vydání
V červnu 2024, po mnoha obtížích při hledání distributora ve Spojených státech kvůli obavám ohledně obsahu filmu a také po pokusu Trumpova právního týmu zablokovat jeho vydání, bylo oznámeno, že společnost Briarcliff Entertainment obchodníka Toma Ortenberga je blízko k získání amerických distribučních práv pro vydání na podzim 2024, ačkoli dohoda nemohla být okamžitě potvrzena. Dohoda byla potvrzena v srpnu 2024, přičemž uvedení filmu do kin proběhlo dne 11. října 2024.